# Emlyn Hughes International Soccer
Emlyn Hughes International Soccer è un videogioco di calcio per computer uscito nel 1988, pubblicato dalla Audiogenic Software. Il gioco prende il nome dal suo testimonial Emlyn Hughes, un popolare calciatore inglese. Inizialmente il gioco uscì per Commodore 64, successivamente fu convertito per Amstrad CPC, ZX Spectrum, Atari ST e Amiga.
La Idea ne pubblicò nel 1992 una versione in licenza intitolata Retee!, per Amiga e Commodore 64, caratterizzata dalla localizzazione in italiano, con squadre e calciatori del vero campionato italiano. La Ocean Software pubblicò poi un Retee 2! che è invece una localizzazione di European Champions.
Il gioco fu uno dei primi tentativi di unire l'azione tipicamente arcade con gli aspetti gestionali di una squadra di calcio; è infatti possibile decidere i ruoli dei giocatori, che hanno caratteristiche diverse.

## Modalità di gioco
Le squadre controllabili sono le nazionali di Inghilterra, Scozia, Irlanda, Paesi Bassi, Italia, Francia, Germania e Spagna. Ogni nazionale ha propri giocatori con nomi propri e caratteristiche definite. Il tutto (nomi delle squadre, colori delle maglie, nomi dei giocatori e perfino le loro caratteristiche) è completamente editabile, con la possibilità quindi di trasformare le Nazionali citate in altre o in club, salvandone i dati su nastro o disco. I giocatori sono caratterizzati da differenti abilità: velocità, tiro, tackling, forma che variano su una scala di abilità da 1 a 3.
Il campo è mostrato con visuale in prospettiva dal lato lungo, con scorrimento orizzontale.
I giocatori possono compiere ogni tipo di azione sul terreno di gioco, dai diversi tipi di colpi di testa (in tuffo o da fermo) alle scivolate, possono commettere fallo e tirare in differenti direzioni e con differente potenza, nonché infortunarsi con relativo calo delle prestazioni.
Il gioco include, in una barra di testo, la possibilità di leggere una rudimentale telecronaca.
Durante le partite è possibile ascoltare i cori delle tifoserie, inclusi cori di incoraggiamento con trombette da stadio e tamburi.
Il gioco, vista la sua voluta complessità manageriale, presenta innumerevoli opzioni. Per gestire l'enorme mole di aspetti configurabili si usa un sistema di menù a tendina con effetto scomparsa.
Le competizioni tra cui scegliere sono coppa, campionato e lega. È possibile giocare amichevoli o un intero campionato con partite in casa e fuori.

## Storia
Il gioco debuttò su Commodore 64, e grazie al successo riscosso, fu convertito per Amstrad, ZX Spectrum, Atari ST e Amiga. Appena uscito fu apprezzato come la più realistica simulazione calcistica mai pubblicata fino ad allora sui computer a 8 bit, e fu accolto da entusiastiche recensioni, in particolar modo su Zzap!.
Ogni versione del gioco fu programmata da Graham Blighe e prodotta da Peter Calver, graficamente fu curato da Andrew Calver; la parte strategica, molto innovativa per l'epoca, fu ideata da Michael McLean. La musica per la versione Commodore 64 fu scritta da Barry Leitch.
Il gioco fu ispirato da International Soccer, uno dei primi giochi di calcio per Commodore 64 distribuito dalla Commodore stessa nel 1983. Le somiglianze grafiche tra i due titoli sono infatti notevoli, tanto da poter considerare il Emlyn Hughes Soccer la naturale evoluzione di International Soccer; d'altra parte proprio grafica e sonoro poco definiti sono il punto debole del titolo più recente.

## Accoglienza
Il gioco fu accolto positivamente dalla stampa specialistica, in tutte le versioni, specialmente per Commodore 64.
Zzap! premiò il gioco con un 90% definendolo "Semplicemente il miglior gioco di calcio per Commodore 64" fino a quel momento. La versione italiana Retee!, sebbene uscita anni dopo, otteneva ancora un 93%. La riedizione economica di Emlyn Hughes per C64 ottenne ancora nel 1993 una "medaglia d'oro" e un 96%.